# 3월 20일
3월 20일은 그레고리력으로 79번째(윤년일 경우 80번째) 날에 해당한다.

## 사건
- 1602년 - 네덜란드 동인도 회사가 만들어지다.
- 1654년 - 청나라, 러시아 정벌을 위해 조선 포수(砲手) 100여 명 지원 요청. (나선정벌의 시작)
- 1815년 - 프랑스, 나폴레옹이 엘바섬에서 탈출해 파리에 도착하면서 100일 천하가 시작
- 1902년 - 대한제국, 서울과 인천 사이의 전화 개통.
- 1913년 - 중화민국 정치가 쑹자오런이 상하이에서 연설 중 저격당했다.
- 1956년 - 튀니지, 프랑스로부터 독립하여 왕국을 성립하다.
- 1995년 - 일본, 옴진리교 신자들이 도쿄 지하철에 사린 가스를 살포하다.
- 1999년 - 유럽, 광우병 파동.
- 2003년 - 이라크 전쟁 발발.
- 2004년 - 대만, 2004년 중화민국 총통 선거에서 천수이볜 총통이 재선되다.
- 2006년 - 대한민국, 황우석 교수가 서울대에서 파면당하다.
- 2013년 - 대한민국, 3·20 전산 대란

## 문화
- 1852년 - 헤리엇 비처 스토가 소설 《톰 아저씨의 오두막》을 출간하다.
- 1970년 - 프랑코포니, 베트남 민주 공화국 하노이 선언으로 출범
- 1991년 - 대한민국의 SBS 라디오 방송 개국 (호출부호 HLSQ, 주파수 792kHz, 출력 50KW).
- 1994년 - 어린이 뽀뽀뽀 동요노래방가 출시되다.
- 1999년 - SBS 프로덕션 홍진경의 글자+숫자놀이가 출시되다.
- 2000년 - 교황 요한 바오로 2세 중동 성지 순방.

## 탄생
- 기원전 43년 - 로마의 시인 오비디우스. (~18년)
- 1515년 - 조선의 제12대 국왕 인종. (~1545년)
- 1735년 - 스웨덴의 화학자, 박물학자 토르베른 올로프 베리만. (~1784년)
- 1770년 - 독일의 시인 프리드리히 횔덜린. (~1843년)
- 1809년 - 러시아의 작가 고골. (~1852년)
- 1811년 - 프랑스의 제1제정의 마지막 황제 나폴레옹 2세. (~1832년)
- 1828년 - 노르웨이의 극작가 헨리크 입센. (~1906년)
- 1881년 - 대한민국의 독립운동가, 정치인 조완구. (~1954년)
- 1910년 - 북한의 군인, 정치인 김일. (~1984년)
- 1912년 - 대한민국의 정치인 이상돈. (~1997년)
- 1917년 - 영국의 가수, 작곡가 베라 린. (~2020년)
- 1932년
  - 대한민국의 가수 곽순옥. (~2023년)
  - 대한민국의 조직폭력배 신상현. (~2024년)
- 1934년 - 미국의 정치가이며, 샌프란시스코의 첫 흑인 시장 윌리 브라운.
- 1936년
  - 대한민국의 배우 엄앵란.
  - 일본의 사격 선수 가마치 다케오. (~2014년)
- 1938년 - 소련 태생 러시아의 수학자 세르게이 노비코프. (~2024년)
- 1939년 - 캐나다의 정치인, 총리 브라이언 멀로니. (~2024년)
- 1948년 - 에스토니아의 영화배우 헬레네 반나리. (~2022년)
- 1950년 - 미국의 배우 윌리엄 허트. (~2022년)
- 1951년 - 대한민국의 배우, 연출가, 관료 유인촌.
- 1955년 - 일본의 가수 타케우치 마리야.
- 1956년 - 일본의 배우 겸 희극인, 영화 감독, 성우, 가수 타케나카 나오토.
- 1957년 - 미국의 영화감독 및 배우 스파이크 리.
- 1958년
  - 대한민국의 전 축구 선수 김태환.
  - 미국의 배우 홀리 헌터.
- 1960년 - 소련 태생 리투아니아의 수영 선수 로베르타스 줄파. (~2024년)
- 1961년 - 대한민국의 연구인 백승주.
- 1962년 - 대한민국의 정치인 윤경식.
- 1963년
  - 대한민국의 정치인, 제21대 국회의원 정태호.
  - 일본의 배우 와타리 히로시.
- 1965년 - 일본의 성우 카와타 타에코.
- 1966년 - 대한민국의 축구 선수 강한상.
- 1967년 - 대한민국의 트로트 가수 윤호만
- 1970년 - 대한민국의 가수 오하라.
- 1971년
  - 대한민국의 배우 남문철. (~2021년)
  - 일본의 성우 오타 신이치로.
- 1972년 - 대한민국의 배우 출신 안무가 조하나.
- 1973년
  - 대한민국의 전 야구 선수 염종석.
  - 대한민국의 전 농구 선수 조혜진.
  - 대한민국의 배우 박진우.
  - 대한민국의 정치인 박상혁.
- 1974년 - 대한민국의 성우 이지환.
- 1975년
  - 노르웨이의 알파인 스키 선수 한스 페테르 부로스.
  - 이탈리아의 알파인 스키 선수 이졸데 코스트너.
  - 일본의 성우 아사카와 유.
- 1976년 - 미국의 음악가 체스터 베닝턴. (~2017년)
- 1977년 - 대한민국의 전 배우 강지환.
- 1978년 - 일본의 싱어송라이터 오쿠 하나코.
- 1979년
  - 대한민국의 배우 김민재.
  - 미국의 종합격투기 선수 대니얼 코미어.
- 1980년 - 대한민국의 가수 옥주현 (핑클).
- 1981년
  - 대한민국의 희극인 송병철.
  - 대한민국의 MC, 리포터 이지영
- 1983년
  - 대한민국의 가수 안진경.
  - 일본의 축구 선수 가와시마 에이지.
- 1984년
  - 스페인의 축구 선수 페르난도 토레스.
  - 대한민국의 배우 신주아.
- 1985년
  - 대한민국의 쇼트트랙 선수 김민정.
  - 벨기에의 전 축구 선수 니콜라스 페도르.
  - 독일의 축구 선수 사샤 묄더스.
- 1986년
  - 대한민국의 작곡가, 싱어송라이터 전진희.
  - 대한민국의 야구 선수 차화준.
- 1987년
  - 대한민국의 미스코리아 이세미나.
  - 브라질의 축구 선수 조.
- 1988년 - 대한민국의 야구 선수, 야구코치 유재민.
- 1989년
  - 대한민국의 야구 선수 백용환 (KIA 타이거즈).
  - 대한민국의 야구 선수 진명호.
  - 캐나다의 영화 감독, 배우 그자비에 돌란.
  - 일본의 배우 이노우에 마사히로.
  - 프랑스의 양궁 선수 장샤를 발라동.
- 1990년
  - 프랑스의 배우 스테이시 마르탱.
  - 대한민국의 가수 루민 (엠파이어).
- 1991년
  - 대한민국의 배우 전소니.
  - 중국의 래퍼 캐스퍼.
- 1992년
  - 대한민국의 가수 산들 (B1A4).
  - 대한민국의 뮤지컬 배우 정우연.
  - 일본의 축구 선수 후타미 히로시.
- 1993년 - 대한민국의 배우 전혜연.
- 1994년 - 대한민국의 가수 전율.
- 1995년
  - 대한민국의 가수 Kei (러블리즈).
  - 홍콩의 배드민턴 선수 당전만.
  - 캐나다의 배우 서맨사 와인스틴. (~2023년)
- 1996년
  - 대한민국의 배우 임성균.
  - 대한민국의 래퍼 쿨키드.
- 1997년
  - 대한민국의 배우 강민아.
  - 대한민국의 배우 박상원.
- 1998년
  - 대한민국의 가수 박지원 (fromis 9).
  - 대한민국의 가수, 배우 이수지 (유니티).
  - 대한민국의 가수 이지훈.
  - 대한민국의 배우 오소현.
  - 대한민국의 전 야구 선수 김수환.
  - 대한민국의 쇼트트랙 선수 김건우.
  - 대한민국의 배우 홍화연.
- 2000년
  - 대한민국의 래퍼 현진 (Stray Kids).
  - 대한민국의 축구 선수 임지훈.
  - 프랑스의 카누 선수 니콜라 제스탱.
- 2001년
  - 대한민국의 가수 문익 (동키즈).
  - 중국의 가수 페이친위안.
- 2002년 - 대한민국의 가수 남승민.
- 2004년
  - 대한민국의 가수 벨 (키스 오브 라이프).
  - 대한민국의 피아니스트 임윤찬.
  - 대한민국의 프로게이머 지우.
- 2006년
  - 대한민국의 배우 김진우.
  - 미국의 대통령 도널드 트럼프의 아들 배런 트럼프.
- 2007년 - 대한민국의 가수 한유진 (제로베이스원).
- 2008년 - 대한민국의 가수 선유.

## 사망
- 1181년 - 일본 헤이안 시대의 말기 무장이자 정치가 다이라노 기요모리. (1118년~)
- 1619년 - 신성 로마 제국 황제이자 헝가리와 보헤미아의 왕 마티아스. (1557년~)
- 1728년 - 스페인 왕위계승전쟁의 프랑스 군인 카미유 도스튄 드 탈라르 공작. (1652년~)
- 1730년 - 프랑스의 배우 아드리엔 르쿠브뢰르. (1692년~)
- 1908년 - 미국의 군인 윌리엄 H. 카니. (1842년~)
- 1956년 - 대한민국의 모더니즘 시인 박인환. (1926년~)
- 1968년 - 덴마크의 영화감독 칼 테오도르 드레이어. (1889년~)
- 1990년 - 소비에트 연방의 전 축구 선수 레프 야신. (1929년~)
- 2004년 - 네덜란드의 여왕 율리아나. (1909년~)
- 2015년 - 오스트레일리아의 자유당 소속 정치인, 전 총리 맬컴 프레이저. (1930년~)
- 2016년 - 대한민국의 전 국회의원 강인섭. (1936년~)
- 2017년 - 미국의 사업가 데이비드 록펠러. (1915년~)
- 2020년 - 미국의 싱어송라이터 케니 로저스. (1938년~)
- 2021년 - 대한민국의 기업인 남문기. (1954년~)
- 2023년 - 오스트레일리아의 영화배우 테리 노리스. (1930년~)
- 2024년 - 미국의 소설가 버너 빈지. (1944년~)
- 2025년 - 아일랜드의 자동차경주선수 에디 조던. (1948년~)

## 기념일
- 세계 구강보건의 날(World Oral Health Day)
- 세계 행복의 날(International Day of Happiness)
- 세계 참새의 날
- 국제 연합 프랑스어의 날(UN French Language Day)

## 같이 보기
- 전날: 3월 19일 다음날: 3월 21일 - 전달: 2월 20일 다음달: 4월 20일
- 음력: 3월 20일
- 모두 보기